# Nozdrza tylne

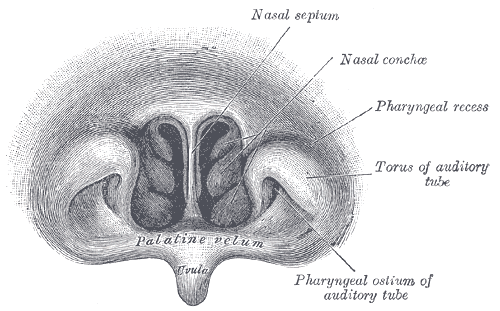
Część nosowa gardła człowieka – ściana przednia. Pośrodkowo widoczne nozdrza tylne i wejście do jamy nosowej, bocznie ujścia gardłowe trąbek słuchowych. Na dole podniebienie miękkie z języczkiem

Nozdrza tylne (łac. choanae) – przestrzeń w obrębie głowy, rynienka kostna otwierająca się w kierunku dolnym. Przyśrodkowo ogranicza je i dzieli na parzysty otwór lemiesz. Oprócz niego tworzą je jeszcze brzeg wolny blaszki poziomej kości podniebiennej, blaszka pionowa tej samej kości (swą powierzchnią przyśrodkową), kość skrzydłowa i kość podstawno-klinowa, a dokładniej jej wyrostek skrzydłowaty. Otwiera się ku nim przewód nosowo-gardłowy, leżący od strony jamy nosowej.